# عزیزالحسنی اوانگ
عزیزالحسنی اوانگ (انگلیسی: Azizulhasni Awang؛ زادهٔ ۵ ژانویهٔ ۱۹۸۸) یک دوچرخه‌سوار اهل مالزی است.
وی در مسابقات کشوری و بین‌المللی در مجموع برندهٔ ۹ مدال طلا، ۹ مدال نقره، ۷ مدال برنز شده‌است.